# 液流電池

典型的液流电池。 液体储存在两个水箱中，并通过水泵泵送到设置在两个电极之间的一张膜上

液流電池（英語：Flow battery），一種蓄電池，在這個系統中，通常包含兩個容器，其中儲存著液體化學溶液，形成兩個次系統。這兩個次系統間的連接部份，為發電區，以一個薄膜隔開。這兩種化學溶液，由它們所在容器，流動到發電區，隔著薄膜，產生離子交換，透過這種方式來進行放電或儲電。它的發電能力，可以經由能斯特方程計算出來，在實作上，通常是介於1.0 至 2.2伏特之間。
液流电池技术上类似于既是燃料电池又是电化电池（电化学可逆性）。虽然它具有技术上的优势，比如潜在的可分离液体储罐和接近无限的使用寿命超过大部分传统的充电电池，目前的液流电池实现方式相对较少，并需要更复杂的电子产品。
能量容量是电解质体积（液体电解质的数量）的函数，并且功率是电极表面积的函数。

## 构造原理
液流电池是可再充电的燃料电池，其中含有一种或多种溶解的电活性元素的电解质流过电化电池，该电化学电池将化学能直接可逆地转化为电（电活性元素是"可以参与电极反应的溶液中的元素或者可以被吸附在电极"上)。额外的电解质通常被储存在外部，通常在水箱中，并且通常泵送通过反应器的电池（或多个电池）上，尽管重力供料系统也是已知的。通过更换电解液（以与内燃机的再填充燃料箱类似的方式）可以快速“再充电”液流电池，同时回收用过的材料以重新通电。许多液流电池由于其低成本和足够的导电性而使用碳毡电极，尽管这些电极由于其对许多氧化还原电对的低固有活性而在某种程度上限制了充电/放电功率。
换句话说，液流电池就像电化电池一样，除了离子溶液（电解质）不被存储在电极周围的电池中。 相反，离子溶液储存在电池外部，并且可以被进料到电池中以产生电。 可以产生的总电量取决于储存水箱的尺寸。
液流电池受电化学工程设计原则的约束。

## 类型
已经开发了各种类型的液流电池，包括氧化还原，混合和无膜。 传统电池和液流电池之间的根本区别在于，能量不是作为传统电池中的电极材料被存储，而是作为液流电池中的电解质被存储。

## 化学成分
已经尝试了各种用于液流电池的化学品。
| Couple            | 最大电池电压 (V) | 平均电极功率密度 (W/m2) | 平均流体能量密度 (W·h/kg or W·h/L) | 循環 |
| ----------------- | ---------------- | ----------------------- | ---------------------------------- | ---- |
| 氢–溴酸锂         | 1.1              | 15,000                  | 750 Wh/Kg                          |      |
| 氢–氯酸鋰         | 1.4              | 10,000                  | 1400 Wh/Kg                         |      |
| 溴-氢             | 1.07             | 7,950                   |                                    |      |
| 铁-铁             | 1.21             | 500                     |                                    |      |
| 铁–锡             | 0.62             | <200                    |                                    |      |
| 铁–钛             | 0.43             | <200                    |                                    |      |
| 铁–铬             | 1.07             | <200                    |                                    |      |
| 有机 (2013)       | 0.8              | 13000                   | 21.4 Wh/L                          | 10   |
| 有机 (2015)       | 1.2              |                         | 7.1 Wh/L                           | 100  |
| MV-TEMPO          | 1.25             |                         | 8.4 Wh/L                           | 100  |
| 钒-钒（硫酸盐）   | 1.4              | ~800                    | 25 Wh/L                            |      |
| 钒-钒（溴化物）   |                  |                         | 50 Wh/L                            | 2000 |
| 钠-溴多硫化物     | 1.54             | ~800                    |                                    |      |
| 锌-溴             | 1.85             | ~1,000                  | 75 Wh/Kg                           |      |
| 铅-酸（甲磺酸盐） | 1.82             | ~1,000                  |                                    |      |
| 锌-铈（甲磺酸盐） | 2.43             | <1,200–2,500            |                                    |      |
| 锌-锰(VI)/锰(VII) | 1.2              |                         | 60 Wh/L                            |      |

## 参看
- 电池
- 全釩氧化還原液流電池
- 燃料电池
- 储能技术

## 外部連結
- Electropaedia on Flow Batteries （页面存档备份，存于）（英文）
- Research on the uranium redox flow battery（英文）
- 淺談電能儲存與液流電池(flow batteries)的最新發展 （页面存档备份，存于）（繁體中文）
- YouTube上的液流電池如何工作（英文）